# Firestarter (álbum)
Firestarter es la sexta banda sonora compuesta por el grupo alemán de música electrónica Tangerine Dream. Publicada en 1984 por el sello MCA Records, se trata de la música compuesta para la película homónima dirigida por Mark L. Lester, basada en una novela de Stephen King, y protagonizada por Drew Barrimore, David Keith y Heather Locklear.
Jim Brentholds, en su crítica para AllMusic, reseña "Firestarter es un thriller lleno de acción con referencias oscuras y siniestras. Esa descripción se aplica a la película y a la banda sonora de Tangerine Dream. En su conjunto las bandas sonoras del grupo son inconsistentes y desiguales: algunas son sobresalientes y otras no. Este CD es bueno. La música tiene integridad, un fuerte carácter y el clásico sonido con atmósferas oscuras".

## Producción
Firestarter, basada en la novela homónima de Stephen King, cuenta la historia de una joven pareja que se somete a un experimento médico tras el cual desarrollan poderes psíquicos. Posteriormente son padres de una niña con habilidades piroquinéticas que es perseguida por los integrantes de una agencia gubernamental que buscan aprovecharse de sus habilidades.
Durante mediados de los años 80 Tangerine Dream, integrado entonces por Edgar Froese, Christopher Franke y Johannes Schmoelling, mantuvieron una intensa labor en la producción de bandas sonoras para películas. Con el rendimiento obtenido por esos contratos discográficos emprendieron proyectos como la construcción de sus propios estudios individuales de ensayo y grabación.

«Siempre estaba buscando encargos de bandas sonoras para hacer que las cosas funcionaran ya que, como uno puede imaginar, requería un montón de dinero. La idea era que cada miembro del grupo tuviera su propio estudio para trabajar y preparar las cosas ya que si sólo tuviéramos un gran estudio y alguien quisiera trabajar o investigar los demás tendrían que esperar hasta que terminara».
Edgar Froese (1984) 

Según indicó el realizador, Mark L. Lester, el grupo nunca vio la película o las escenas filmadas sino que le enviaron composiciones indicándole que utilizara las que considerara más adecuadas.

## Lista de canciones
| N.º   | Título              | Escritor(es)                                         | Duración |  |
| 1.    | «Crystal Voice»     | Christopher Franke Edgar Froese Johannes Schmoelling | 3:07     |  |
| 2.    | «The Run»           | Christopher Franke Edgar Froese Johannes Schmoelling | 4:50     |  |
| 3.    | «Testlab»           | Christopher Franke Edgar Froese Johannes Schmoelling | 4:00     |  |
| 4.    | «Charly The Kid»    | Christopher Franke Edgar Froese Johannes Schmoelling | 3:51     |  |
| 5.    | «Escaping Point»    | Christopher Franke Edgar Froese Johannes Schmoelling | 5:10     |  |
| 6.    | «Rainbirds Move»    | Christopher Franke Edgar Froese Johannes Schmoelling | 2:31     |  |
| 7.    | «Burning Force»     | Christopher Franke Edgar Froese Johannes Schmoelling | 4:17     |  |
| 8.    | «Between Realities» | Christopher Franke Edgar Froese Johannes Schmoelling | 2:26     |  |
| 9.    | «Shop Territory»    | Christopher Franke Edgar Froese Johannes Schmoelling | 3:15     |  |
| 10.   | «Flash Final»       | Christopher Franke Edgar Froese Johannes Schmoelling | 5:15     |  |
| 11.   | «Out Of The Heat»   | Christopher Franke Edgar Froese Johannes Schmoelling | 2:30     |  |
| 37:55 |                     |                                                      |          |  |

## Personal
- Christopher Franke - interpretación, ingeniería de grabación y producción
- Edgar Froese - interpretación, ingeniería de grabación y producción
- Johannes Schmoelling - interpretación, ingeniería de grabación y producción